# FLV-Media Player
FLV-Media Player és un reproductor multimèdia independent del navegador i completament autònom. És un reproductor multimèdia per a vídeos de format Adobe Flash, com és corrent per al World Wide Web.
FLV-Media Player dona suport a obrir i guardar dades sobre portadades locals (inclusiu dispositius d'emmagatzematge) També es poden reproduir els mitjans directament de la internet i arxivar-los en el portadades local.
Des de la versió 1.53 també dona suport la reproducció d'arxius XPL amb format FLV-XPL V1.0.
A partir d'ara es poden reproduir, amb la versió actual, vídeos d'alta resolució. (vídeos FLV-HD) amb format H.264 (480p/720p/1080p).

## Tipus de fitxer de suport
| Format d'arxiu | Standard | VP6 | H264 | Sorenson H.263 | Descripció                                                                          |
| -------------- | -------- | --- | ---- | -------------- | ----------------------------------------------------------------------------------- |
| .3g2           |          | 1   | 1    |                | Format de vídeo                                                                     |
| .3gp           |          | 1   | 1    |                | Format de vídeo                                                                     |
| .3gpp          |          | 1   | 1    |                | Format de vídeo                                                                     |
| .aac           | 1        |     |      |                | Format d'àudio                                                                      |
| .f4a           | 1        | 1   | 1    |                | Àudio per Adobe Flash Player                                                        |
| .f4b           | 1        | 1   | 1    | 1              | Audio book per Adobe Flash Player                                                   |
| .f4p           | 1        | 1   | 1    | 1              | Vídeo protegit per Adobe Flash Player                                               |
| .f4v           | 1        | 1   | 1    | 1              | Vídeo per Adobe Flash Player                                                        |
| .flv           | 1        | 1   | 1    | 1              | Vídeo per Adobe Flash Player                                                        |
| .m4a           | 1        | 1   | 1    |                | Format d'àudio (Podcast)                                                            |
| .m4v           |          | 1   | 1    |                | Format de vídeo (iPhone)                                                            |
| .mov           |          | 1   | 1    |                | Format de vídeo                                                                     |
| .mp3           | 1        |     |      |                | Format d'àudio                                                                      |
| .mp4           |          | 1   | 1    |                | Format de vídeo                                                                     |
| .pls           | 1        |     |      |                | Format PLS-Playlist (qualsevol objectiu d'arxiu local / en línia només pel port 80) |
| .xpl           | 1        |     |      |                | Format XML-Playlist                                                                 |